# Phantasie
Phantasie è una serie di videogiochi di ruolo creata da Winston Douglas Wood e pubblicata da Strategic Simulations. È composta da quattro titoli distribuiti per numerose piattaforme tra cui Atari 8-bit, Amiga, Commodore 64 e Apple II.
Il primo videogioco della serie omonima, pubblicato nel 1985, è ambientato nell'isola immaginaria di Gelnor. Ispirato alla mitologia greca, nel gioco si impersonano i panni di Lord Wood che tenta di contrastare il tirannico Nikademus. Il malvagio antagonista comparirà anche nei due seguiti: Phantasie II (1986) e Phantasie III: The Wrath of Nikademus (1987).
La localizzazione giapponese dei videogiochi è stata curata da StarCraft, che ha pubblicato anche i primi titoli della serie Ultima. Nel 1991 Winston Wood ha collaborato con StarCraft per la realizzazione dell'ultimo videogioco della serie, Phantasie IV: Birth of Heroes, pubblicato esclusivamente in Giappone per PC-88 e MSX. Nel 2013 Wood ha affermato di lavorare a Phantasie V, ma il progetto si è interrotto nel 2014 per mancanza di fondi.